# مایکل انیچیچ
مایکل انیچیچ (انگلیسی: Michael Aničić؛ زادهٔ ۱۸ اکتبر ۱۹۷۴) بازیکن فوتبال اهل صربستان است.
از باشگاه‌هایی که در آن بازی کرده‌است می‌توان به باشگاه فوتبال دارمشتات ۹۸، باشگاه فوتبال رید، باشگاه فوتبال اف‌اس‌وی فرانکفورت، باشگاه فوتبال اشبورن ۱، باشگاه فوتبال کارل زایس ینا، باشگاه فوتبال گراتس، باشگاه فوتبال فرایبورگ، و باشگاه فوتبال آینتراخت فرانکفورت اشاره کرد.